# 1952年ヘルシンキオリンピックのオーストラリア選手団
1952年ヘルシンキオリンピックのオーストラリア選手団（1952ねんヘルシンキオリンピックのオーストラリアせんしゅだん）は、1952年7月19日から8月3日にかけてフィンランドの首都ヘルシンキで開催された1952年ヘルシンキオリンピックのオーストラリア選手団、およびその競技結果。

## 概要
今大会は金メダル6個、銀メダル2個、銅メダル3個の合計11個のメダルを獲得した。

## メダル
| メダル | 選手名                                         | 競技   | 種目                      |
| ------ | ---------------------------------------------- | ------ | ------------------------- |
| 金     | マージョリー・ジャクソン                       | 陸上   | 女子100m                  |
| 金     | マージョリー・ジャクソン                       | 陸上   | 女子200m                  |
| 金     | シャーリー・ストリックランド・デ・ラ・ハンティ | 陸上   | 女子80mハードル           |
| 金     | ジョン・デービス                               | 競泳   | 男子200m背泳ぎ            |
| 金     | ラッセル・モックリッジ                         | 自転車 | 男子1000mタイムトライアル |
| 金     | ライオネル・コックス ラッセル・モックリッジ    | 自転車 | 男子タンデムスプリント    |
| 銀     | ライオネル・コックス                           | 自転車 | 男子スプリント            |
| 銅     | シャーリー・ストリックランド・デ・ラ・ハンティ | 陸上   | 女子100m                  |